# Еліот Вассаміллет
Еліот Вассаміллет (нар. 29 грудня 2000) — бельгійський співак, який представляв Бельгію на конкурсі Євробачення 2019 року в Тель-Авіві, Ізраїль.

## The Voice Belgique
У 2018 році Еліот з'явився у 7-му сезоні The Voice Belgique, де обрав своїм тренером Слімана Небчі. Під час свого другого перебування на шоу Вассаміллет став переможцем у дуелях. Еліот покинув шоу під час одинадцятого епізоду, що відповідало його третій появі на Голосі загалом та появі в першому прямому ефірі.

## Євробачення
14 січня 2019 року Télépro опублікував статтю, в якій з'явилися чутки про те, що Еліот Вассаміллет був обраний представником Бельгії на Пісенному конкурсі Євробачення 2019. Одночасно з цим виникли чутки й про те, що представником країни може стати переможець сьомого сезону The Voice Belgique, Валентін Броньйон. Наступного дня RTBF, національний мовник Бельгії, офіційно підтвердив, що Еліот Вассаміллет стане представником Бельгії на конкурсі. Для участі у Євробаченні співак був обраний внутрішньо.
Пісня «Wake Up», з якою співак представляв країну на конкурсі, була написана П'єром Дюмуленом, який раніше написав «City Lights» для співачки Бланш, що посіла 4-те місце на Євробаченні 2017 року, та пісню для співака Крістіан Костов, який посів 2-ге місце того ж року.
Еліот виступив у першому півфіналі конкурсу Євробачення 2019, що відбувся 16 травня 2019 року. Співак посів 13 місце із 70 очками та не зміг досягти фіналу конкурсу.

## Дискографія

### Сингли
| Назва                        | Рік  | Позиції у чартах | Позиції у чартах | Альбом        |
| Назва                        | Рік  | BEL(FL)          | BEL(WA)          | Альбом        |
| ---------------------------- | ---- | ---------------- | ---------------- | ------------- |
| «Wake up»                    | 2019 | 35               | 27               | поза альбомом |
| «Wake up (Acoustic Version)» | 2019 | —                | —                | поза альбомом |
| «Find a way»                 | 2021 | —                | —                | поза альбомом |
| «Sad (run)»                  | 2022 | —                | —                | поза альбомом |